# Dálnice A5 (Slovinsko)
Slovinská dálnice A5 (slovinsky avtocesta A5) spojuje dálnici A1 (u Mariboru) se slovinsko-maďarskou státní hranicí. Zajišťuje napojení oblastí Slovinských goric a Zámuří na slovinskou dálniční síť.

## Trasa dálnice a navazující komunikace
Dálnice A5 vede od Mariboru zhruba východním směrem. Za výjezdem Turnišče se stáčí na jihovýchod a přibližně kopíruje státní hranici mezi Slovinskem a Maďarskem.
Jejím pokračováním v Maďarsku je dálnice M70, která vede podél maďarsko-chorvatské hranice a u Letenye se připojuje k dálnici M7 směřující na Budapešť.

## Výstavba dálnice
První úsek Vučja vas – Beltinci, dlouhý 11 km, byl otevřen v roce 2003.
Během roku 2008 byly zprovozněny celkem tři úseky: na konci května byl zprovozněn úsek Dragučova – Lenart (8 km), v srpnu Beltinci – Pince (31 km). Poslední úsek Lenart – Vučja vas byl otevřen 30. října 2008.

## Mimoúrovňové křižovatky
Na trase dálnice A5 je celkem 13 nájezdů. Nejvýznamnější jsou 2 mimoúrovňové křižovatky:
- Dragučova – poblíž Mariboru se dálnice A5 odpojuje od dálnice A1, která směřuje od státní hranice s Rakouskem přes Lublaň ke slovinskému pobřeží Jaderského moře,
- Dolga vas – odděluje se rychlostní silnice H7, směřující ke státní hranici s Maďarskem.

## Zpoplatnění
Na dálnici A5 se dříve používal otevřený způsob placení mýtného. Po zavedení dálničních známek se tento způsob nadále používá již jen pro autobusy a nákladní automobily.

## Fotografie

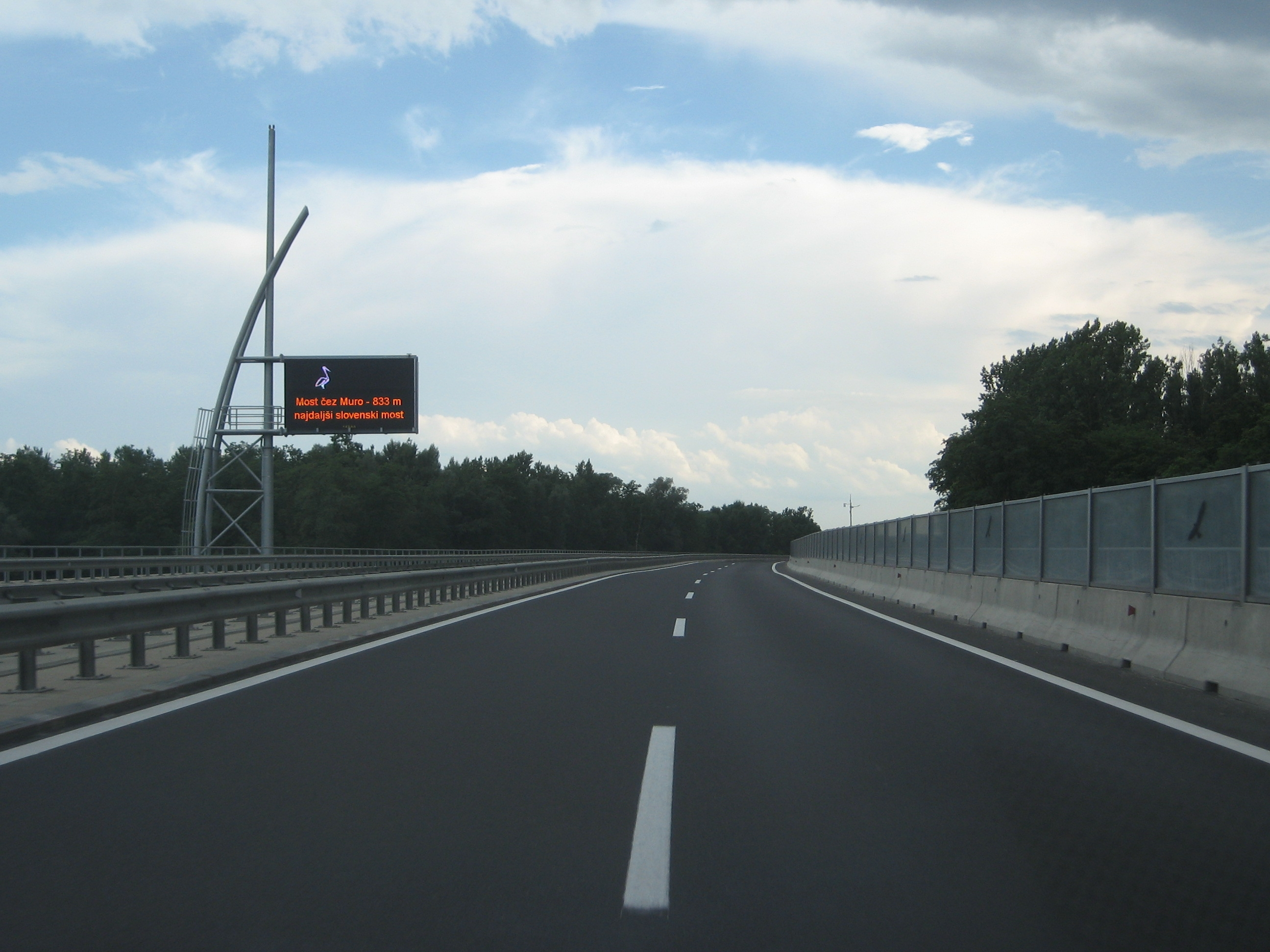
Most přes řeku Muru